# Teófilo (imperador)
Teófilo (em grego: Θεόφιλος; romaniz.: Theóphilos; 813 – 842) foi imperador bizantino de 829 a 842. Foi o segundo imperador da Dinastia amoriana.

## Vida
Teófilo era filho do imperador Miguel II, o Amoriano e de Tecla, e neto do imperador Leão V, o Arménio. Miguel II associou o seu filho Teófilo ao trono, como co-imperador, em 822, pouco depois de ele próprio ter ascendido ao trono imperial. Ao contrário do que acontecera com o seu pai, Teófilo recebeu uma educação cuidada, e demonstrava ter interesse nas artes. Em 2 de outubro de 829 Teófilo sucedeu a Miguel II por morte deste.
Também neste aspecto diferente do seu pai, Teófilo demonstrou ser um iconoclasta fervoroso. Em 832, fez publicar um édito proibindo terminantemente a veneração dos ícones; mas as histórias sobre o seu tratamento cruel dos iconódulos recalcitrantes são tão radicais que levam alguns a pensar que são exageros. Teófilo também se via a si próprio como um campeão da justiça, que dispensava ostentosamente, mandando executar os co-conspiradores do seu pai contra Leão V pouco depois da sua subida ao trono. A sua reputação como juiz perdurou, e Teófilo é representado como um dos juízes do outro mundo na obra literária Timarion. 
Na altura da sua subida ao trono, Teófilo viu-se obrigado a combater os árabes em duas frentes diferentes. A Sicília fora mais uma vez invadida pelos árabes, que tomaram Palermo em 831, depois de um ano de assédio. Estabeleceram o Emirado da Sicília e continuaram a expandir-se gradualmente pela ilha. No outro extremo do império, a fronteira da Anatólia era ameaçada pelo califa abássida Almamune e o imperador acorreu em pessoa, mas os bizantinos foram derrotados e perderam o controlo de várias fortalezas. Teófilo retaliou em 831, conduzindo um grande exército numa invasão da Cilícia e capturou Tarso. O imperador regressou a Constantinopla em triunfo, mas no outono desse ano o inimigo derrotou-o na Capadócia. Novas derrotas nessa província em 833 obrigaram Teófilo a oferecer condições de paz, as quais foram aceites no ano seguinte, depois da morte de Almamune.

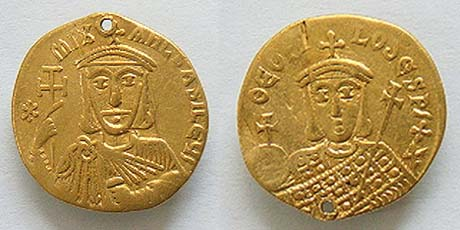
Teófilo representado numa moeda do seu pai,, fundador da dinastia Amoriana

Durante o período de acalmia na guerra contra os abássidas, Teófilo planeou o resgate dos cativos bizantinos levados para norte do Danúbio por Crum, rei dos Búlgaros. As operações de resgate foram levadas a cabo com sucesso em 836 e a paz entre o Império Búlgaro e o Império Bizantino foi rapidamente restabelecida. Uma situação, no entanto, impossível de replicar a Oriente: Teófilo concedera asilo a um grupo de refugiados persas em 834 (os curramitas), entre os quais se contava Nasr, baptizado Teófobo, que se casara com Irene, tia do imperador, e se tornara general no exército. Com as relações com os abássidas em nítida deterioração, Teófilo preparou-se uma vez mais para a guerra.
Em 837, Teófilo liderou uma campanha na Mesopotâmia e tomou Melitene e Arsamósata. O imperador tomou também Sozópetra, que algumas fontes apontam como terra natal do califa Almotácime (r. 833–842)[a], e destruiu a localidade, o que lhe valeu novo triunfo no regresso a Constantinopla. Ansioso por se vingar, Almotácime reuniu um grande exército e invadiu a Anatólia em 838. Uma das alas do exército derrotou Teófilo na Batalha de Anzen, em Dazimo, que comandava pessoalmente o exército, e o imperador escapou por pouco com vida, salvo apenas graças aos esforços de Teófobo. Outra ala do exército abássida avançou contra Amório, cidade berço da dinastia bizantina reinante. Depois de resistir durante 55 dias, a cidade caiu nas mãos de Almotácime por traição em 23 de setembro de 838. 30 000 habitantes foram massacrados, os restantes foram vendidos como escravos e a cidade foi arrasada.
Teófilo nunca se recuperou do golpe; a sua saúde foi-se deteriorando gradualmente, e o imperador morreu a 20 de janeiro de 842. O seu carácter tem sido o objecto de muitas discussões, com alguns a considerá-lo um dos melhores imperadores bizantinos de sempre, outros a vê-lo como um simples déspota oriental e um governante sobre-estimado e insignificante. Não há dúvidas de que fez todos os possíveis para contrariar práticas de corrupção e de abuso de poder por parte dos funcionários da coroa, e que tratou dos assuntos da justiça com imparcialidade, embora os castigos aplicados por vezes não se adequassem ao crime cometido.

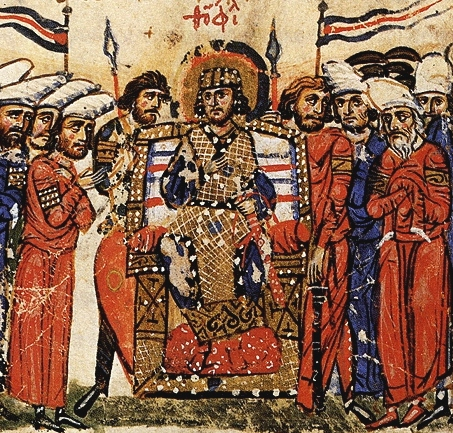
Da Crónica de João Escilitzes.

Apesar das enormes despesas com a guerra na Ásia e das quantias gastas em construção, comércio indústria, as finanças do império floresceram durante o reinado de Teófilo, com os principais méritos a caberem à eficiente administração desse departamento. Teófilo recebera uma educação esmerada de João Hililas, o gramático, e era um grande apreciador de música e um apaixonado por arte, embora o seu gosto não fosse o mais refinado. Reforçou as muralhas de Constantinopla e mandou construir um hospital, que continuou a funcionar até aos últimos dias do Império Bizantino.

## Família e filhos
Teodora e Teófilo tiveram sete filhos. Eles aparecem na ordem dada por Teófanes:
- Constantino, co-imperador entre 833 e 855.
- Tecla (nascida ca. 831 - após 867). Ela foi nomeada Augusta e sua imagem aparece em moedas durante a regência de sua mãe. Posteriormente ela foi confinada num mosteiro por seu irmão Miguel III. Ela foi reconvocada e se tornou uma amante do imperador Basílio I, o Macedônio.
- Ana (nascida ca. 832). Confinada no Mosteiro de Gastria. Nunca foi reconvocada.
- Anastácia (nascida ca. 833). Confinada no Mosteiro de Gastria. Nunca foi reconvocada.
- Pulquéria (nascida ca. 836). Confinada no Mosteiro de Gastria. Nunca foi reconvocada.
- Maria (nascida ca. 836). Casada com o césar Aleixo Mosele. Seu marido foi colocado no comando da Sicília, mais foi depois acusado de conspirar pelo trono e forçado a se retirar para um mosteiro. Maria já não estava viva em 856, quando suas irmãs foram expulsas da corte.
- Miguel III, o Ébrio (19 de janeiro de 840 - 23/24 de setembro de 867), que sucedeu ao pai como imperador bizantino.